# Wildgemüse
Wildgemüse sind ein- oder mehrjährige essbare Wildpflanzen, die als Gemüse verwendet werden können. Die Pflanzen oder Pflanzenteile von Wildgemüse können roh oder gekocht verzehrt werden und besitzen oft intensives Aroma. Wildgemüse werden im Gegensatz zu Kulturpflanzen oft wegen ihrer geringeren wirtschaftlichen Bedeutung als Nutzpflanze oder mangelnden Nutzbarkeit und ihrer massiven Selbstvermehrung als Unkraut bekämpft.

## Liste essbarer Wildgemüse Europas
Die Liste enthält eine Auswahl bekannter Wildgemüse und -kräuter des kühlgemäßigten europäischen Verbreitungsgebietes, die zum Verzehr gesammelt werden können. In der Literatur werden auch oft Pflanzen mit schwacher Giftigkeit als essbar bezeichnet. Diese Liste zählt die meisten dieser Pflanzen nicht auf. So ist z. B. Huflattich zwar essbar, enthält aber Pyrrolizidinalkaloide, deren Abbauprodukte zu Leberfunktionsstörungen führen können. Auch beispielsweise Beinwell (siehe Verwendung) oder Sumpfdotterblumen (siehe Verwendung) enthalten Pflanzengifte, die für den Menschen schädlich sein können. Auch hier aufgelistete Pflanzen, wie der Löwenzahn oder der Gute Heinrich, die zu den „klassischen“ Wildkräutern zählen, können die menschliche Gesundheit beeinträchtigen, wenn sie in großen Mengen verzehrt werden. Andere essbare Pflanzen, wie der Fieberklee sind ebenfalls nicht aufgelistet, da diese Pflanzen als gefährdet gelten und gemäß der Bundesartenschutzverordnung nicht ohne Genehmigung aus der Natur entfernt werden dürfen.

### A
| Bild | Name                                        | Verwendete Pflanzenteile                      | Zubereitung                                                                                          |
| ---- | ------------------------------------------- | --------------------------------------------- | --- |
|      | Ackerdistel Cirsium arvense                 | ganze Pflanze, junge Blätter                  | Tee, Salat                                                                                           |
|      | Acker-Minze Mentha arvensis                 | Kraut                                         | Tee, Salat → siehe auch Verwendung                                                                   |
|      | Ackerschachtelhalm Equisetum arvense        | junge Frühjahrs- und Sommertriebe             | Blutreinigungstee → siehe auch Verwendung Verwechselung mit dem giftigen Sumpf-Schachtelhalm möglich |
|      | Ackersenf Sinapis arvensis                  | Samen, Blätter, Blütenknospen, krautige Teile | Gewürz, Gemüse → siehe auch Verwendung                                                               |
|      | Alpen-Kratzdistel Cirsium spinosissimum     | junge Triebe                                  | Suppe, Spinatersatz → siehe auch Verwendung                                                          |
|      | Ampfer, Stumpfblättriger Rumex obtusifolius | Blätter, Samen                                | Salat, Suppe, Spinatersatz, Gewürz → siehe auch Verwendung                                           |

### B
| Bild | Name                                        | Verwendete Pflanzenteile  | Zubereitung                                                                   |
| ---- | ------------------------------------------- | ------------------------- | ----------------------------------------------------------------------------- |
|      | Bachbunge Veronica beccabunga               | Blätter                   | Salat → siehe auch Verwendung                                                 |
|      | Bach-Quellkraut Montia fontana              | Stängel, Blätter          | Gemüse, Salat → siehe auch Verwendung                                         |
|      | Barbarakraut Barbarea vulgaris              | Kraut                     | Salat, Gemüse, Spinatersatz → siehe auch Verwendung                           |
|      | Bärlauch Allium ursinum                     | ganze Pflanze, Blätter    | Gewürz, Gemüse, Suppe, Pesto, Bärlauchkäse → siehe auch Essbare Wildpflanze   |
|      | Bärwurz Meum athamanticum                   | Kraut, Wurzeln            | Gewürz, Bärwurzschnaps → siehe auch Verwendung                                |
|      | Beifuß Artemisia vulgaris                   | Blätter                   | Gewürz → siehe auch Verwendung                                                |
|      | Berufkräuter Erigeron                       | Kraut                     | Tee, Salat                                                                    |
|      | Bibernellen Pimpinella                      | Wurzel                    | Tee → siehe auch Verwendung                                                   |
|      | Birken Betula                               | Birkensaft, junge Blätter | Birkenchampagner, Tee, Salat → siehe auch Verwendung                          |
|      | Blutwurz Potentilla erecta                  | ganze Pflanze             | Likör, Schnaps, Tee → siehe auch Verwendung                                   |
|      | Borretsch Borago officinalis                | Blätter                   | Salat, Suppe, Grüne Sauce → siehe auch Verwendung                             |
|      | Braunelle, Großblütige Prunella grandiflora | Blätter, Blüte            | Salat → siehe auch Verwendung                                                 |
|      | Breitwegerich Plantago major                | Blätter, Knospen          | Tee, Salat, Suppe, Gewürz                                                     |
|      | Brennnessel Urtica dioica, Urtica urens     | junge Triebe, Blätter     | Tee, Salat, Brennnesselspinat, Suppe, Brennnesselkäse → siehe auch Verwendung |
|      | Brunnenkresse Nasturtium officinale         | ganze Pflanze             | Salat, Suppe, Gemüse, Gewürz → siehe auch Verwendung                          |

### D
| Bild | Name                  | Verwendete Pflanzenteile | Zubereitung                    |
| ---- | --------------------- | ------------------------ | ------------------------------ |
|      | Dost Origanum vulgare | ganze Pflanze            | Gewürz → siehe auch Verwendung |

### E
| Bild | Name                            | Verwendete Pflanzenteile | Zubereitung                                    |
| ---- | ------------------------------- | ------------------------ | ---------------------------------------------- |
|      | Engelwurz Angelica archangelica | Wurzel, Samen            | Gewürz, Likör, Schnaps → siehe auch Verwendung |

### F
| Bild | Name                                        | Verwendete Pflanzenteile | Zubereitung                                          |
| ---- | ------------------------------------------- | ------------------------ | ---------------------------------------------------- |
|      | Feldsalat Valerianella                      | Blätter                  | Salat → siehe auch Verwendung                        |
|      | Feldthymian Thymus                          | ganze Pflanze            | Gewürz → siehe auch Verwendung                       |
|      | Felsenbirne, Gewöhnliche Amelanchier ovalis | Früchte                  | Marmelade → siehe auch Verwendung                    |
|      | Fichte, Gemeine Picea abies                 | junge Triebe             | Marmelade, Honig, Süßspeisen → siehe auch Verwendung |
|      | Flug-Hafer Avena fatua                      | Korn                     | Mehl, Haferflocken, Brei                             |

### G
| Bild | Name                                      | Verwendete Pflanzenteile  | Zubereitung                                                          |
| ---- | ----------------------------------------- | ------------------------- | -------------------------------------------------------------------- |
|      | Gänseblümchen Bellis perennis             | Blätter, Blüten, Knospen  | Salat, Kapernersatz → siehe auch Verwendung                          |
|      | Gänsefingerkraut Argentina anserina       | Blätter                   | Tee → siehe auch Verwendung                                          |
|      | Gänsefuß, Weißer Chenopodium album        | Blätter, Sprossen, Samen  | Grütze, Spinatersatz, Mehl → siehe auch Nahrungspflanze              |
|      | Gartenkresse Lepidium sativum             | Blättchen, Stängel, Samen | Salat, Rohkost, Sauce, Gewürz → siehe auch Verwendung                |
|      | Gemüse-Gänsedistel Sonchus oleraceus      | Blätter                   | Salat → siehe auch Verwendung                                        |
|      | Giersch Aegopodium podagraria             | Blätter                   | Salat, Gemüse → siehe auch Verwendung                                |
|      | Gundermann Glechoma hederacea             | Blätter                   | Salat, Gewürz → siehe auch Verwendung                                |
|      | Günsel, Kriechender Ajuga reptans         | Blätter, Blüten           | Tee → siehe auch Nutzung                                             |
|      | Guter Heinrich Chenopodium bonus-henricus | Blätter, Triebe           | Gemüse, Spinatersatz, Spargelersatz, Konfekt → siehe auch Verwendung |

### H
| Bild | Name                                                                                  | Verwendete Pflanzenteile | Zubereitung                                                      |
| ---- | ------------------------------------------------------------------------------------- | ------------------------ | ---------------------------------------------------------------- |
|      | Habichtskraut, Kleines Hieracium pilosella                                            | ganze Pflanze            | Tee                                                              |
|      | Hederich Raphanus raphanistrum                                                        | Samen                    | Senf, Speiseöl → siehe auch Verwendung                           |
|      | Hirtentäschel Capsella, besonders: Gewöhnliches Hirtentäschel Capsella bursa-pastoris | Blätter                  | Salat, Tee → siehe auch Verwendung                               |
|      | Hohlzahn, Gelber Galeopsis segetum                                                    | Blätter, Blüten          | Tee → siehe auch Verwendung                                      |
|      | Hopfen Humulus lupulus                                                                | Sprossen, Dolden         | Hopfenspargel, Tee, Schnaps, Likör, Bier → siehe auch Verwendung |
|      | Hopfenklee Medicago lupulina                                                          | ganze Pflanze            | Gemüse → siehe auch Verwendung                                   |
|      | Hunds-Rose Rosa canina                                                                | Hagebutten               | Tee, Marmelade, Wein → siehe auch Verwendung                     |

### J
| Bild | Name                                       | Verwendete Pflanzenteile | Zubereitung                 |
| ---- | ------------------------------------------ | ------------------------ | --------------------------- |
|      | Johanniskraut, Echtes Hypericum perforatum | ganze Pflanze            | Tee → siehe auch Verwendung |

### K
| Bild | Name                                           | Verwendete Pflanzenteile | Zubereitung                                               |
| ---- | ---------------------------------------------- | --- | --------------------------------------------------------- |
|      | Kalmus Acorus calamus                          | Wurzel | Tee, Gewürz, Likör, Süßspeise → siehe auch Verwendung     |
|      | Kamille Matricaria chamomilla                  | Blüten | Tee → siehe auch Verwendung                               |
|      | Kapuzinerkressen Tropaeolum                    | Blätter und Blüten von der Großen Kapuzinerkresse (Tropaeolum majus L.) Knollen der Knolligen Kapuzinerkresse (Tropaeolum tuberosum) | Salat, Gemüse → siehe auch Verwendung                     |
|      | Klee Trifolium                                 | Blüten, Blätter | Salat, Honig, Marmelade → siehe auch Verwendung           |
|      | Klette, Große Arctium lappa                    | junge Blätter | Gemüse → siehe auch Verwendung                            |
|      | Knoblauchsrauke Alliaria petiolata             | Blätter | Gewürz, Sauce, Salat → siehe auch Verwendung              |
|      | Knopfkraut, Kleinblütiges Galinsoga parviflora | junge Stängel, Blätter | Salat, Gemüse → siehe auch Verwendung                     |
|      | Kohldistel Cirsium oleraceum                   | Blätter, Wurzel | Gemüse → siehe auch Verwendung                            |
|      | Echter Kümmel Carum carvi                      | ganze Pflanze, Samen | Gewürz, Suppe, Salat, Spirituosen → siehe auch Verwendung |

### L
| Bild | Name                                       | Verwendete Pflanzenteile         | Zubereitung                                                                            |
| ---- | ------------------------------------------ | -------------------------------- | -------------------------------------------------------------------------------------- |
|      | Labkräuter Galium                          | ganze Pflanze                    | Käseherstellung → siehe auch Verwendung                                                |
|      | Lärche Larix                               | Nadeln                           | Honig                                                                                  |
|      | Linde Tilia                                | Lindenblüten, Knospen, Blätter   | Tee, Kapernersatz, Gemüse → siehe auch Verwendung                                      |
|      | Löffelkraut Cochlearia officinalis         | Blätter                          | Gewürz, Salat → siehe auch Verwendung                                                  |
|      | Löwenzahn Taraxacum sect. Ruderalia        | Blätter, Blüten, Wurzel, Knospen | Sirup, Gelee, Brotaufstrich, Salat, Ersatzkaffee, Kapernersatz → siehe auch Verwendung |
|      | Lungenkraut, Echtes Pulmonaria officinalis | Blätter                          | Tee → siehe auch Verwendung                                                            |

### M
| Bild | Name                                | Verwendete Pflanzenteile                   | Zubereitung                                                       |
| ---- | ----------------------------------- | ------------------------------------------ | ----------------------------------------------------------------- |
|      | Mädesüß, Echtes Filipendula ulmaria | alle Pflanzenteile, Blüten, Wurzel, Triebe | Tee, Süß- und Fruchtspeisen, Sorbet, Wein → siehe auch Verwendung |
|      | Malve, Wilde Malva sylvestris       | Blüten, Blätter, Triebe, junge Früchte     | Tee, Salat, Gemüse → siehe auch Verwendung                        |
|      | Margeriten Leucanthemum             | ganze Pflanze                              | Salat, Gemüse                                                     |
|      | Mehlbeere, Echte Sorbus aria        | Früchte                                    | Mehl, Marmelade → siehe auch Verwendung                           |
|      | Melden Atriplex                     | junge Blätter                              | Salat, Spinatersatz → siehe auch Verwendung                       |
|      | Möhre, Wilde Daucus carota          | Wurzel, Samen                              | Salat, Gemüse, Karottensamenöl                                    |

### N
| Bild | Name                                  | Verwendete Pflanzenteile       | Zubereitung                                  |
| ---- | ------------------------------------- | ------------------------------ | -------------------------------------------- |
|      | Nachtkerze, Gemeine Oenothera biennis | Wurzel, Blätter, Blüten, Samen | Gemüse → siehe auch Verwendung               |
|      | Nelkenwurzen Geum                     | Wurzel, Blätter, Blüten, Samen | Gewürz, Salat, Likör → siehe auch Verwendung |

### P
| Bild | Name                                    | Verwendete Pflanzenteile       | Zubereitung                                                                                  |
| ---- | --------------------------------------- | ------------------------------ | -------------------------------------------------------------------------------------------- |
|      | Pastinak Pastinaca                      | Wurzel, Blätter, Blüten, Samen | Gemüse, Püree, Brotaufstrich, Likör, Bier, Gewürz, Sirup, Süßspeisen → siehe auch Verwendung |
|      | Pfefferknöterich Persicaria hydropiper  | Samen, Blätter                 | Gewürz, Pfefferersatz, Salat → siehe auch Verwendung                                         |
|      | Pfeilkraut Sagittaria sagittifolia      | Knollen                        | Gemüse → siehe auch Verwendung                                                               |
|      | Pfennigkraut Lysimachia nummularia      | ganze Pflanze                  | Tee → siehe auch Verwendung                                                                  |
|      | Platterbse, Knollige Lathyrus tuberosus | Knollen                        | Gemüse, Speiseöl, Ersatzkaffee → siehe auch Verwendung                                       |
|      | Portulak Portulaca oleracea             | Blätter, Knospen, Stängel      | Gemüse, Salat, Würzkraut, Kapernersatz → siehe auch Verwendung                               |

### Q
| Bild | Name                             | Verwendete Pflanzenteile | Zubereitung                                                                       |
| ---- | -------------------------------- | ------------------------ | --------------------------------------------------------------------------------- |
|      | Quecke Elymus repens ssp. repens | Wurzel, Ausläufer        | Mehl, Salat, Suppe, Sirup, Ersatzkaffee, Alkoholgewinnung → siehe auch Verwendung |
|      | Queller Salicornia europaea agg. | Spitzen                  | Gemüse, Salat → siehe auch Verwendung                                             |

### R
| Bild | Name                                       | Verwendete Pflanzenteile                  | Zubereitung                                            |
| ---- | ------------------------------------------ | ----------------------------------------- | ------------------------------------------------------ |
|      | Rainkohl Lapsana communis                  | junge Blätter                             | Salat, Spinatersatz, Würzkraut → siehe auch Verwendung |
|      | Rapunzel-Glockenblume Campanula rapunculus | Blätter, Blüten, Knospen, unreife Früchte | Salat, Gemüse → siehe auch Verwendung                  |
|      | Rauke, Wilde Diplotaxis tenuifolia         | Blätter                                   | Salat, Gewürz, Pesto → siehe auch Verwendung           |
|      | Rohrkolben Typha                           | ganze Pflanze                             | Gemüse → siehe auch Verwendung                         |
|      | Rotbuche Fagus sylvatica                   | Bucheckern, Blätter                       | Speiseöl, Mehl, Ersatzkaffee → siehe auch Verwendung   |

### S
| Bild | Name                                     | Verwendete Pflanzenteile                | Zubereitung                                                     |
| ---- | ---------------------------------------- | --------------------------------------- | --------------------------------------------------------------- |
|      | Sauerampfer Rumex acetosa                | Blätter                                 | Salat, Spinatersatz, Suppe, Grüne Sauce → siehe auch Verwendung |
|      | Knolliger Sauerklee Oxalis tuberosa      | Knollen                                 | Gemüse → siehe auch Verwendung                                  |
|      | Schabzigerklee Trigonella caerulea       | Kraut                                   | Gewürz → siehe auch Verwendung                                  |
|      | Schafgarben Achillea                     | Blätter, Triebe                         | Salat → siehe auch Verwendung                                   |
|      | Schaumkraut, Bitteres Cardamine amara    | Blätter, Triebe, Blüten, Stängel, Samen | Suppe, Gemüse, Gewürz → siehe auch Verwendung                   |
|      | Schlangen-Knöterich Bistorta officinalis | Wurzeln, Blätter                        | Salat, Gemüse → siehe auch Verwendung                           |
|      | Senf, Schwarzer Brassica nigra           | Samen                                   | Gewürz, Senföl → siehe auch Verwendung                          |
|      | Spitzwegerich Plantago lanceolata        | Blätter, Blüten                         | Salat, Gemüse                                                   |
|      | Stiefmütterchen, Wildes Viola tricolor   | Kraut                                   | Tee → siehe auch Verwendung                                     |
|      | Süßdolde Myrrhis odorata                 | Blätter, Samen                          | Gewürz → siehe auch Verwendung                                  |

### T
| Bild | Name                                          | Verwendete Pflanzenteile | Zubereitung                                        |
| ---- | --------------------------------------------- | ------------------------ | -------------------------------------------------- |
|      | Taubnessel, Purpurrote Lamium purpureum       | Blüten                   | Tee → siehe auch Verwendung                        |
|      | Taubnessel, Weiße Lamium album                | junge Triebe             | Gemüse → siehe auch Verwendung                     |
|      | Gewöhnliches Tellerkraut Claytonia perfoliata | Blätter, Stängel, Blüten | Salat, Gemüse → siehe auch Verwendung              |
|      | Teufelskralle, Ährige Phyteuma spicatum       | Knospen, Blätter         | Salat, Gemüse → siehe auch Verwendung              |
|      | Teufelskralle, Kugelige Phyteuma orbiculare   | Blätter                  | Gemüse, Salat → siehe auch Nutzung                 |
|      | Topinambur Helianthus tuberosus               | Knollen                  | Salat, Gemüse, Saft, Sirup → siehe auch Verwendung |
|      | Tüpfelfarn, Gewöhnlicher Polypodium vulgare   | Rhizome                  | Süßmittel → siehe auch Verwendung                  |

### V
| Bild | Name                                   | Verwendete Pflanzenteile | Zubereitung                                                        |
| ---- | -------------------------------------- | ------------------------ | ------------------------------------------------------------------ |
|      | Veilchen, Wohlriechendes Viola odorata | Blüten                   | Suppe, Saucen, Salat, Desserts, Tee, Likör → siehe auch Verwendung |
|      | Vogelmiere Stellaria media             | Blätter                  | Salat, Tee → siehe auch Verwendung                                 |

### W
| Bild | Name                                                                              | Verwendete Pflanzenteile          | Zubereitung                                                                  |
| ---- | --------------------------------------------------------------------------------- | --------------------------------- | ---------------------------------------------------------------------------- |
|      | Wacholder Juniperus communis                                                      | Beeren                            | Gewürz, Spirituosen, Tee → siehe auch Verwendung                             |
|      | Wald-Ehrenpreis Veronica officinalis                                              | junges Kraut                      | Salat, Gemüse → siehe auch Verwendung                                        |
|      | Waldmeister Galium odoratum                                                       | ganze Pflanze                     | Maibowle, Sirup, Süßspeisen → siehe auch Nutzung                             |
|      | Waldsauerklee Oxalis acetosella                                                   | Blättchen                         | Salat, Sauce, Suppe → siehe auch Verwendung                                  |
|      | Wasserlinsen Lemnoideae                                                           | ganze Pflanze                     | Gemüse, Salat                                                                |
|      | Wasserminze Mentha aquatica L. var. aquativa                                      | Blätter                           | Tee, Salat                                                                   |
|      | Weg-Rauke Sisymbrium officinale                                                   | Samen, Blätter                    | Gewürz → siehe auch Verwendung                                               |
|      | Wegwarte Cichorium intybus                                                        | ganze Pflanze                     | Salat, Gemüse, Ersatzkaffee → siehe auch Verwendung                          |
|      | Weidenröschen, Schmalblättriges Epilobium angustifolium                           | Sprossen, Wurzel, Triebe, Blätter | Gemüse, Salat, Spargelersatz, Tee → siehe auch Verwendung                    |
|      | Weißdorne Crataegus                                                               | Früchte, Blüten, Blätter, Kerne   | Kompott, Gelee, Saft, Sirup, Mus, Mehl, Ersatzkaffee → siehe auch Verwendung |
|      | Wermutkraut Artemisia absinthium L.                                               | ganze Pflanze                     | Tee, Spirituosen, Gewürz → siehe auch Verwendung                             |
|      | Wiesen-Bärenklau Heracleum sphondylium                                            | junge Blätter, Sprossen, Stiel    | Gemüse, Rohkost → siehe auch Verwendung                                      |
|      | Wiesen-Bocksbart Tragopogon pratensis und Purpur-Bocksbart Tragopogon porrifolius | ganze Pflanze                     | Gemüse → siehe auch Verwendung                                               |
|      | Wiesenkerbel Anthriscus sylvestris                                                | Blätter                           | Gemüse, Gewürz, Suppe → siehe auch Verwendung                                |
|      | Wiesenknopf, Großer Sanguisorba officinalis                                       | Blätter                           | Gewürz                                                                       |
|      | Wiesensalbei Salvia pratensis                                                     | Blätter                           | Gewürz → siehe auch Verwendung                                               |
|      | Wiesen-Schaumkraut Cardamine pratensis                                            | Blüten, Sprossen                  | Salat, Suppe, Gewürz, Sauce → siehe auch Verwendung                          |
|      | Wiesenschlüsselblume Primula veris                                                | junge Blätter                     | Salat → siehe auch Verwendung                                                |
|      | Wiesen-Storchschnabel Geranium pratense                                           | Blüten, Blätter                   | Salat                                                                        |

### Z
| Bild | Name                                | Verwendete Pflanzenteile | Zubereitung                        |
| ---- | ----------------------------------- | ------------------------ | ---------------------------------- |
|      | Zaun-Wicke Vicia sepium             | Blüten, Blätter          | Salat                              |
|      | Zitronenmelisse Melissa officinalis | Blätter                  | Tee, Salat → siehe auch Verwendung |